# 이란현 (타이완성)
이란현(중국어: 宜蘭縣, 병음: Yílán Xiàn, 한자음: 의란현)은 대만 북동부에 위치한 대만의 현이다. 대만어로는 '기란(Gî-lân)'으로 읽는다. 해안을 따라 산지가 놓여있는 지세가 교통의 큰 장애가 되고 있었지만 2006년, 베이이 고속도로의 쉐산 터널이 개통해 타이베이시내까지 30분만에 연결된다.

## 역사
이란은 대만 원주민 평포족 가운데 한 무리인 카발란족이 넓게 퍼져 살고 있던 지역으로, 1632년에는 카발란족이 역사 자료에 등장하고 있다. 이란은 옛날에는 카발란족을 대만어음으로 번역한 갈마란(噶瑪蘭), 합자란(蛤仔難)으로 불렸다.
청 초에 이란은 제라현(현재의 자이시)의 관할에 놓여져 있었다. 그 후 창화현, 담수청으로 관할이 변경되었지만 청 정부는 명의상의 관할을 정한 것에 지나지 않았고 관리를 파견하지는 않았다. 그 때문에 해적(실제로는 독립한 해상 무역상인)의 거점이 되어, 당시 대만지부에 있던 양정리의 3차례에 걸친 행정구 설치의 요청을 받아 1810년에 갈마란청(噶瑪蘭廳)이 설치되기에 이르렀다.
행정이 정비되기 이전에도 많은 한족이 이곳으로 이주를 시도하였다. 1768년, 임한생이 갈마란을 방문했지만 살해되는 사건이 발생하였다. 1796년에는 오사가 화기를 이용해 카발란족으로부터 토지를 빼앗아 란양 평야로 이주를 시작했다. 한인이 이주하고 난 후 원야와 삼림 지구에서 개간이 진행되어 수렵을 중심으로 하고 있던 평포족의 생활 기반이 없어졌고 한인과 통혼·혼혈이 이루어져 그 독자성이 사라졌다. 동화를 원하지 않았던 일부는 남쪽으로 이주했고 지금도 화롄 현에는 카발란족의 독자성을 유지하는 취락이 남아 있다.
1895년에 일본령이 되면서 일본 정부에 의해 카발란 지청사가 설치되어 다이호쿠 현의 관할이 되었다. 1897년에는 독립된 카발란 청이 설치되었다. 그리하여 정부 주도에 의한 농업 개량을 도모할 수 있게 되었다. 그 때까지 개인에 의해 유지 관리되고 있던 관개 시설에 수리조합을 설치해 적극적인 설비 투자를 실시했고 농업의 커다란 발전을 볼 수 있었다.
1945년에 중화민국 정부에 의해 이란 현이 설치되어 현재에 이른다. 중화민국 정부에 의한 개발에서 뒤쳐졌기 때문에 반국민당 감정이 강하고 대만어가 뿌리 깊게 사용되고 있다. 또 현재 민주진보당의 간부가 된 인재들을 많이 배출하였다.
하지만 2018년 중화민국 지방공직인원 선거에서 국민당의 린지마오가 49.5%로 당선된다.

## 지리
세 방면이 산에 둘러싸인 란양 평야(蘭陽平野)를 중심으로 형성되어 있다. 란양시(蘭陽渓)의 충적 작용에 의해 형성된 평야로 비옥한 토양이 펼쳐져 농업이 활발하다.
이란현의 북부는 타이베이현의 궁랴오향, 솽시향, 핑린향, 우라이향과 접하고 있으며 현재 베이이 고속공로(국도 5호선)에 의해 연결되어 교통의 편리성이 큰폭으로 향상되었다. 현 남쪽의 난아오향은 산악 지대이며 화롄현과는 쑤화 공로로 연결되어 있다. 현 서쪽은 중양산맥의 쉐산, 다바젠산 등의 산맥을 사이에 두고 타오위안시 푸싱구, 신주현 젠스향, 타이중현 허핑향과 인접하고 있다.
현 인구는 이란시에서 뤄둥진에 걸쳐 집중되어 있어 정치·경제의 중심을 형성하고 있다.
기후의 특징으로는 비가 많이 오는 것을 들 수 있다. 대만에는 죽풍란우(竹風蘭雨)라는 말이 있는데 신주에는 바람, 이란에는 비가 많은 것을 나타낸 말이다.
| 이란현 이란시의 기후                                                        | 이란현 이란시의 기후 | 이란현 이란시의 기후 | 이란현 이란시의 기후 | 이란현 이란시의 기후 | 이란현 이란시의 기후 | 이란현 이란시의 기후 | 이란현 이란시의 기후 | 이란현 이란시의 기후 | 이란현 이란시의 기후 | 이란현 이란시의 기후 | 이란현 이란시의 기후 | 이란현 이란시의 기후 | 이란현 이란시의 기후 |
| 월                                                                          | 1월                  | 2월                  | 3월                  | 4월                  | 5월                  | 6월                  | 7월                  | 8월                  | 9월                  | 10월                 | 11월                 | 12월                 | 연간                 |
| --------------------------------------------------------------------------- | -------------------- | -------------------- | -------------------- | -------------------- | -------------------- | -------------------- | -------------------- | -------------------- | -------------------- | -------------------- | -------------------- | -------------------- | -------------------- |
| 역대 최고 기온 °C (°F)                                                      | 29.7 (85.5)          | 29.9 (85.8)          | 30.6 (87.1)          | 32.4 (90.3)          | 34.9 (94.8)          | 36.0 (96.8)          | 38.8 (101.8)         | 38.2 (100.8)         | 35.4 (95.7)          | 34.9 (94.8)          | 32.7 (90.9)          | 29.1 (84.4)          | 38.8 (101.8)         |
| 일평균 최고 기온 °C (°F)                                                    | 19.7 (67.5)          | 20.4 (68.7)          | 22.7 (72.9)          | 25.7 (78.3)          | 28.5 (83.3)          | 31.4 (88.5)          | 33.2 (91.8)          | 32.8 (91.0)          | 30.6 (87.1)          | 27.1 (80.8)          | 24.2 (75.6)          | 20.9 (69.6)          | 26.4 (79.6)          |
| 일일 평균 기온 °C (°F)                                                      | 16.6 (61.9)          | 17.1 (62.8)          | 19.0 (66.2)          | 21.9 (71.4)          | 24.7 (76.5)          | 27.3 (81.1)          | 28.9 (84.0)          | 28.6 (83.5)          | 26.8 (80.2)          | 23.8 (74.8)          | 21.1 (70.0)          | 17.9 (64.2)          | 22.8 (73.1)          |
| 일평균 최저 기온 °C (°F)                                                    | 14.0 (57.2)          | 14.4 (57.9)          | 16.0 (60.8)          | 18.8 (65.8)          | 21.7 (71.1)          | 24.3 (75.7)          | 25.6 (78.1)          | 25.4 (77.7)          | 24.0 (75.2)          | 21.3 (70.3)          | 18.7 (65.7)          | 15.5 (59.9)          | 20.0 (68.0)          |
| 역대 최저 기온 °C (°F)                                                      | 3.2 (37.8)           | 4.2 (39.6)           | 4.8 (40.6)           | 6.4 (43.5)           | 12.1 (53.8)          | 16.3 (61.3)          | 19.9 (67.8)          | 19.2 (66.6)          | 15.8 (60.4)          | 11.5 (52.7)          | 9.0 (48.2)           | 4.8 (40.6)           | 3.2 (37.8)           |
| 평균 강수량 mm (인치)                                                       | 155.2 (6.11)         | 147.0 (5.79)         | 115.2 (4.54)         | 125.5 (4.94)         | 222.5 (8.76)         | 189.6 (7.46)         | 140.2 (5.52)         | 243.4 (9.58)         | 409.6 (16.13)        | 428.1 (16.85)        | 335.8 (13.22)        | 232.2 (9.14)         | 2,744.3 (108.04)     |
| 평균 강수일수 (≥ 0.1 mm)                                                    | 17.5                 | 15.5                 | 16.8                 | 15.0                 | 17.9                 | 14.5                 | 8.9                  | 11.7                 | 15.2                 | 18.5                 | 19.5                 | 18.5                 | 189.5                |
| 평균 상대 습도 (%)                                                          | 80.3                 | 81.1                 | 79.6                 | 80.8                 | 82.6                 | 81.9                 | 77.9                 | 79.0                 | 79.5                 | 80.7                 | 83.0                 | 81.4                 | 80.6                 |
| 평균 월간 일조시간                                                          | 68.2                 | 70.0                 | 93.2                 | 97.9                 | 115.6                | 155.3                | 235.2                | 213.9                | 151.1                | 92.8                 | 72.7                 | 63.7                 | 1,429.6              |
| 출처: 중화민국 교통부 중앙기상국 (평년값: 1991년~2020년, 극값: 1936년~현재) |                      |                      |                      |                      |                      |                      |                      |                      |                      |                      |                      |                      |                      |

## 행정 구역
1시 3진 8향을 관할한다.
- 이란시(宜蘭市)
- 뤄둥진(羅東鎮)
- 쑤아오진(蘇澳鎮)
- 터우청진(頭城鎮)
- 다퉁향(大同鄉)
- 둥산향(冬山鄉)
- 자오시향(礁溪鄉)
- 난아오향(南澳鄉)
- 싼싱향(三星鄉)
- 우제향(五結鄉)
- 위안산향(員山鄉)
- 좡웨이향(壯圍鄉)

## 인구
| 연도 | 인구    | ±%    |
| --- | ------- | ----- |
| 1985 | 449,981 | —     |
| 1990 | 450,943 | +0.2% |
| 1995 | 465,043 | +3.1% |
| 2000 | 465,186 | +0.0% |
| 2005 | 460,426 | −1.0% |
| 2010 | 460,486 | +0.0% |
| 2015 | 458,117 | −0.5% |
| Source:“Populations by city and country in Taiwan”. Ministry of the Interior Population Census. 2017년 12월 16일에 원본 문서에서 보존된 문서. 2021년 2월 7일에 확인함. |         |       |

## 교육
- 국립 이란 대학
- 포광 대학

## 교통

### 철도
- 대만 철로 관리국
  - 이란선
  - 북회선

### 도로
- 국도 5호선